# Jakub Kotorowicz
Jakub Stanisław Kotorowicz (ur. 8 lutego 1980) – polski brydżysta, Arcymistrz Międzynarodowy (PZBS), World Master (WBF), zawodnik Synergia Lublin.

## Wyniki brydżowe

### Olimpiady
W Olimpiadach w zawodach uzyskał następujące rezultaty:
| Olimpiady brydżowe. Zawody teamów | Olimpiady brydżowe. Zawody teamów | Olimpiady brydżowe. Zawody teamów    | Olimpiady brydżowe. Zawody teamów | Olimpiady brydżowe. Zawody teamów | Olimpiady brydżowe. Zawody teamów |
| Rok                               | Miejsce                           | Zawody                               | Kategoria                         | Drużyna                           | Pozycja                           |
| --------------------------------- | --------------------------------- | ------------------------------------ | --------------------------------- | --------------------------------- | --------------------------------- |
| 2008                              | Pekin                             | 1 Światowe Zawody Sportów Umysłowych | Juniorzy                          | Poland                            | 2                                 |

| Olimpiady brydżowe. Zawody Par | Olimpiady brydżowe. Zawody Par | Olimpiady brydżowe. Zawody Par       | Olimpiady brydżowe. Zawody Par | Olimpiady brydżowe. Zawody Par | Olimpiady brydżowe. Zawody Par |
| Rok                            | Miejsce                        | Zawody                               | Kategoria                      | Partner                        | Pozycja                        |
| ------------------------------ | ------------------------------ | ------------------------------------ | ------------------------------ | ------------------------------ | ------------------------------ |
| 2008                           | Pekin                          | 1 Światowe Zawody Sportów Umysłowych | Juniorzy                       | Jacek Kalita                   | 32                             |

### Zawody światowe
W światowych zawodach zdobył następujące lokaty:
| Mistrzostwa Świata. Konkurencja teamów | Mistrzostwa Świata. Konkurencja teamów | Mistrzostwa Świata. Konkurencja teamów  | Mistrzostwa Świata. Konkurencja teamów | Mistrzostwa Świata. Konkurencja teamów | Mistrzostwa Świata. Konkurencja teamów |
| Rok                                    | Miejsce                                | Zawody                                  | Kategoria                              | Drużyna                                | Pozycja                                |
| -------------------------------------- | -------------------------------------- | --------------------------------------- | -------------------------------------- | -------------------------------------- | -------------------------------------- |
| 2011                                   | Veldhoven                              | 40 Mistrzostwa Świata Teamów            | Trans                                  | Poland                                 | 43                                     |
| 2003                                   | Paryż                                  | 9 Młodzieżowe Mistrzostwa Świata Teamów | Juniorzy                               | Poland                                 | 4                                      |

| Mistrzostwa Świata. Konkurencja par | Mistrzostwa Świata. Konkurencja par | Mistrzostwa Świata. Konkurencja par        | Mistrzostwa Świata. Konkurencja par | Mistrzostwa Świata. Konkurencja par | Mistrzostwa Świata. Konkurencja par |
| Rok                                 | Miejsce                             | Zawody                                     | Kategoria                           | Partner                             | Pozycja                             |
| ----------------------------------- | ----------------------------------- | ------------------------------------------ | ----------------------------------- | ----------------------------------- | ----------------------------------- |
| 2006                                | Werona                              | 12 Mistrzostwa Świata                      | Open                                | Jacek Kalita                        | 109                                 |
| 2003                                | Tata                                | 5 Młodzieżowe Mistrzostwa Świata Par       | Juniorzy                            | Krzysztof Kotorowicz                | 6                                   |
| 2002                                | Brugia                              | 1(B). Akademickie Mistrzostwa Świata Temów | Open                                | Poland                              | 4                                   |
| 2001                                | Stargard                            | 4 Mistrzostwa Świata Par Juniorów          | Juniorzy                            | Krzysztof Kotorowicz                | 17                                  |
| 1999                                | Nymburk                             | 3 Mistrzostwa Świata Par Juniorów          | Juniorzy                            | Krzysztof Kotorowicz                | 29                                  |

### Zawody europejskie
W europejskich zawodach zdobył następujące lokaty:
| Zawody europejskie. Konkurencja teamów | Zawody europejskie. Konkurencja teamów | Zawody europejskie. Konkurencja teamów   | Zawody europejskie. Konkurencja teamów | Zawody europejskie. Konkurencja teamów | Zawody europejskie. Konkurencja teamów |
| Rok                                    | Miejsce                                | Zawody                                   | Kategoria                              | Drużyna                                | Pozycja                                |
| -------------------------------------- | -------------------------------------- | ---------------------------------------- | -------------------------------------- | -------------------------------------- | -------------------------------------- |
| 2002                                   | Torquay                                | 18 Młodzieżowe Mistrzostwa Europy Teamów | Juniorzy                               | Poland                                 | 5                                      |
| 2000                                   | Antalya                                | 17 Młodzieżowe Mistrzostwa Europy Teamów | Młodzież Szkolna                       | Poland                                 | 1                                      |

## Klasyfikacja
- Jakub Kotorowicz – klasyfikacja PZBS
- Jakub Kotorowicz – klasyfikacja EBL (ang.)
- Jakub Kotorowicz – klasyfikacja WBF (ang.)